# Equmeniakyrkan i Skeppsås
Equmeniakyrkan i Skeppsås (tidigare Skeppsås missionsförsamling) är en församling i Skeppsås, Mjölby kommun. Församlingen var ansluten till Svenska Missionsförbundet.

## Historik
Skeppsås missionsförsamling bildades 1877 i Skeppsås och var ansluten till Svenska Missionsförbundet. Församlingen tidigast 2005 namn till Equmeniakyrkan i Skeppsås.

## Församlingens kyrkor
- Skeppsås missionskyrka